# Gustatka
Gustatka (ryska: Густатка) är ett vattendrag i Belarus.   Det ligger i voblasten Vitsebsks voblast, i den norra delen av landet, 170 km norr om huvudstaden Minsk.
Trakten runt Gustatka består till största delen av jordbruksmark. Runt Gustatka är det glesbefolkat, med 19 invånare per kvadratkilometer.